# Pressemappe

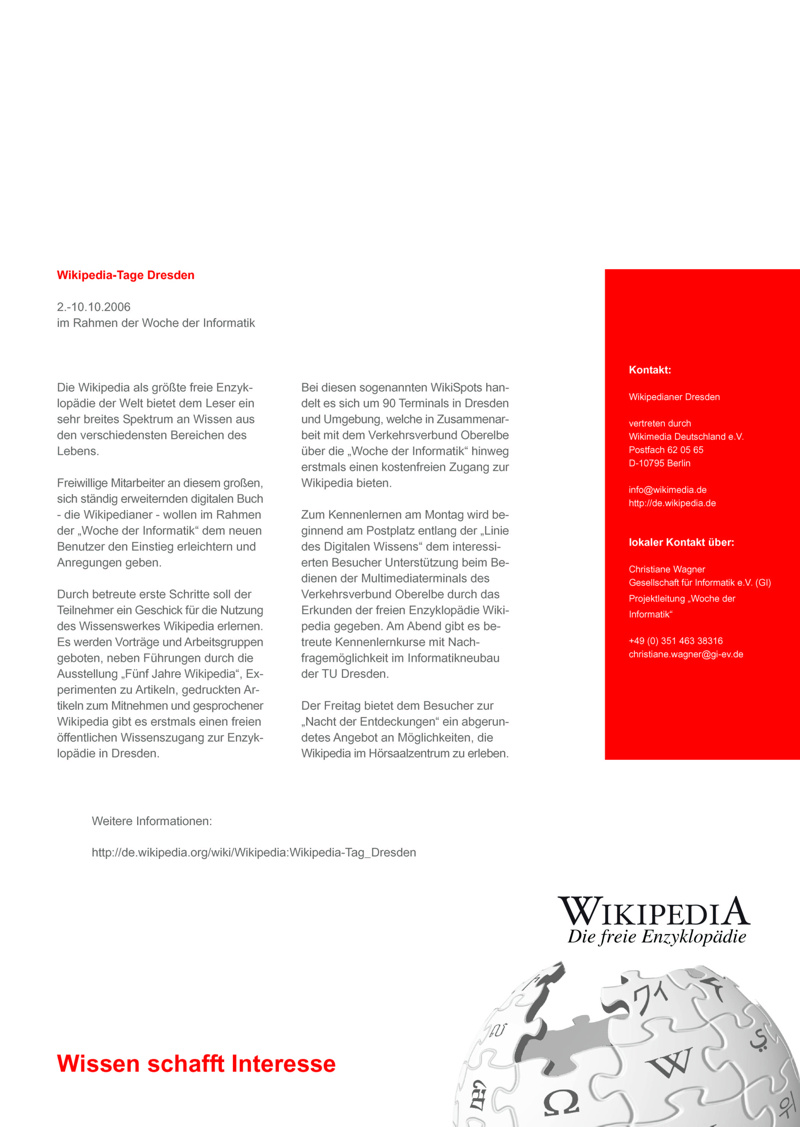
Pressemappe zu den Wikipedia-Tagen in Dresden, 2010

Eine Pressemappe bündelt  Pressemitteilungen, Informationen zu einer Organisation u. a. für Journalisten. Sie kann versendet oder bei Pressekonferenzen überreicht werden und steht heutzutage oft auch online dauerhaft zur Verfügung (Social Media Newsroom).
Die Pressemappe eines Unternehmens kann beispielsweise einen Hintergrundtext über die Geschichte, Angaben zu den aktuellen Fakten und Geschäftszahlen, Presseinformationen zu den vom Unternehmen erstellten Produkten sowie passendes Fotomaterial enthalten. Sie unterstützt Recherchen.
Online stellt die digitale Pressemappe (Electronic Press Kit, EPK) zusätzlich zum Text- auch Bild-, Audio- und Videomaterial bereit. 